# Panjandrum
 (novembre 2017).
Si vous disposez d'ouvrages ou d'articles de référence ou si vous connaissez des sites web de qualité traitant du thème abordé ici, merci de compléter l'article en donnant les références utiles à sa vérifiabilité et en les liant à la section « Notes et références ».

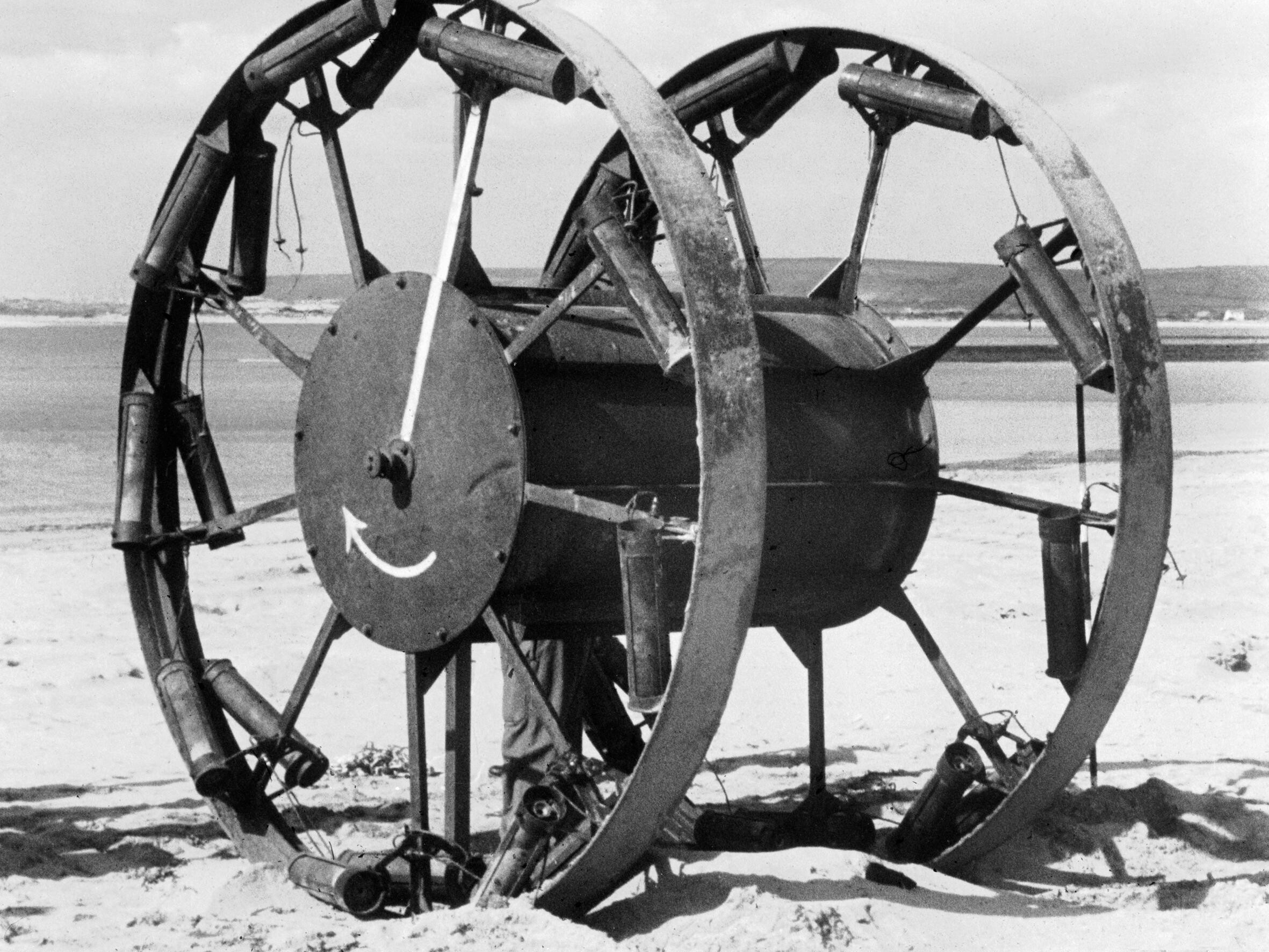
Panjandrum.

Le Panjandrum (littéralement “gros bonnet", au sens de magnat), également connu sous le nom The Great Panjandrum, est un engin militaire expérimental propulsé par des roquettes et chargé d'explosifs conçu par l'armée britannique pendant la Seconde Guerre mondiale.
En 1925, le premier ministre britannique Winston Churchill fait engager le projet après avoir déclaré : « ll n'y a rien de mal dans le changement, si c'est dans la bonne direction. S'améliorer, c'est changer, alors être parfait, c'est changer souvent » (Chambre des communes - 23 juin 1925). 
Celui-ci fait partie des projets expérimentaux, comme le Hajile (en) ou le hérisson, développés par le Department of Miscellaneous Weapons Development (en) (DMWD) de l'amirauté dans les dernières années de la guerre.
Le panjandrum n’a jamais été utilisé au combat. 

## Projet
En prévision du débarquement de Normandie, les autorités militaires britanniques avaient émis un cahier des charges pour une arme capable de détruire les bunkers et les nids de mitrailleuses allemands situés en haut des dunes dominant les plages, et ainsi minimiser les pertes humaines lors de la phase cruciale de la traversée de l'estran et des plages. L’ingénieur aéronautique Nevil Shute Norway, également romancier d'anticipation à succès, dirigea le projet. Il conçut une grande roue double, semblable aux grosses bobines de câble électrique utilisées dans le domaine des travaux publics, contenant une tonne d'explosifs dans la partie centrale et propulsée par une série de fusées à propergol solide (cordite) fixées à la périphérie. Lancé depuis un chaland de débarquement, cet engin sans pilote était censé détruire les défenses ennemies avant que les soldats ne débarquent sur les plages. Le nom fut choisi en référence à un poème comique  de Samuel Foote qui contient ce vers : « till the gunpowder ran out at the heels of their boots » (« jusqu'à ce que la poudre à canon se tarisse au talon de leurs bottes »).

## Premiers essais
Les essais, menés en plein jour, sans aucune mesure particulière pour les garder secrets, ont eu lieu sur la plage à la mode de Westward Ho!, avec un prototype où la charge de combat était remplacée par un cylindre rempli de sable. L'engin se révéla immédiatement difficilement contrôlable : l'allumage erratique des fusées provoquant des embardées, voire un demi-tour complet.
Nevil Shute et son équipe modifièrent plusieurs fois le Panjandrum en ajoutant des fusées (jusqu’à soixante-dix), ainsi qu’une roulette de stabilisation et des câbles de contrôle qui cassèrent les uns après les autres.

## Dernier essai
Un dernier test eut lieu en janvier 1944 en présence de hauts gradés des trois armées retranchés derrière une dune et d'un cameraman (Klementaski) qui filmait les essais. Peu maniable, le Panjandrum dévia totalement de sa trajectoire, fonçant vers le cinéaste, qui, trompé par son téléobjectif, ne vit pas l'engin lui foncer dessus et en réchappa in extremis. Les observateurs militaires durent se jeter à plat ventre derrière des monticules de galets  tandis que le Panjandrum, virant à 180°, retournait vers sa zone de lancement avant de se désintégrer en lançant ses fusées dans toutes les directions.
Cette démonstration catastrophique mena à un discret abandon du programme. Celui-ci visait peut-être également à servir d’opération d' « intoxication » visant à faire croire à un débarquement sur les plages larges et peu pentues de Calais (lesquelles étaient défendues par de nombreux bunkers). Cette intoxication rentrerait alors dans le cadre de l'opération Fortitude.
Le film de Klementaski a été incorporé à un célèbre documentaire de la BBC sur les armes secrètes de la Seconde Guerre mondiale présenté par Michaël Woolard en 1977, dont des extraits sont disponibles sur internet .
Le Panjandrum a même fait l'objet de célébrations et d'une recréation sur la même plage de Westward Ho! dans le Devon à l'occasion de la commémoration du soixante-cinquième anniversaire du débarquement. 

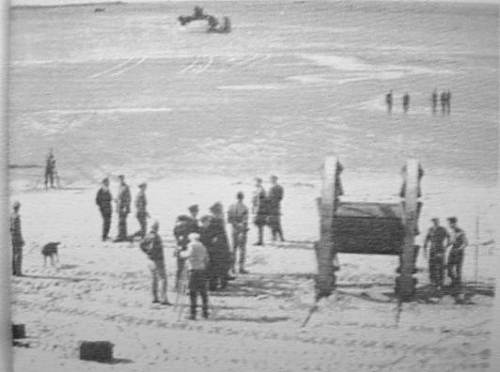
Test du Panjandrum.